# Mantet
Mantet  est une commune française située dans le sud du département des Pyrénées-Orientales, en région Occitanie. Sur le plan historique et culturel, la commune est dans le pays de Conflent, correspondant à l'ensemble des vallées pyrénéennes qui « confluent » avec le lit creusé par la Têt entre Mont-Louis et Rodès.
Exposée à un climat de montagne, elle est drainée par la rivière de Mantet, la rivière de l'Alemany et par divers autres petits cours d'eau. Incluse dans le parc naturel régional des Pyrénées catalanes, la commune possède un patrimoine naturel remarquable : deux sites Natura 2000 (le « massif du Canigou » et le « Canigou-Conques de La Preste »), un espace protégé (la réserve naturelle nationale de Mantet) et deux zones naturelles d'intérêt écologique, faunistique et floristique.
Mantet est une commune rurale qui compte 35 habitants en 2022, après avoir connu un pic de population de 201 habitants en 1872. Ses habitants sont appelés les Mantetaïres ou 0.

## Géographie

### Localisation
La commune de Mantet se trouve dans le département des Pyrénées-Orientales, en région Occitanie et est frontalière avec l'Espagne (Catalogne).
Elle se situe à 54 km à vol d'oiseau de Perpignan, préfecture du département, à 18 km de Prades, sous-préfecture, et à 30 km d'Amélie-les-Bains-Palalda, bureau centralisateur du canton du Canigou dont dépend la commune depuis 2015 pour les élections départementales.
La commune fait en outre partie du bassin de vie de Prades.
Les communes les plus proches sont : 
Py (4,1 km), Escaro (6,8 km), Nyer (6,8 km), Sahorre (7,6 km), Canaveilles (8,1 km), Souanyas (8,4 km), Thuès-Entre-Valls (8,7 km), Casteil (9,2 km).
Sur le plan historique et culturel, Mantet fait partie de la région de Conflent, héritière de l'ancien comté de Conflent et de la viguerie de Conflent. Ce pays correspond à l'ensemble des vallées pyrénéennes qui « confluent » avec le lit creusé par la Têt entre Mont-Louis, porte de la Cerdagne, et Rodès, aux abords de la plaine du Roussillon.

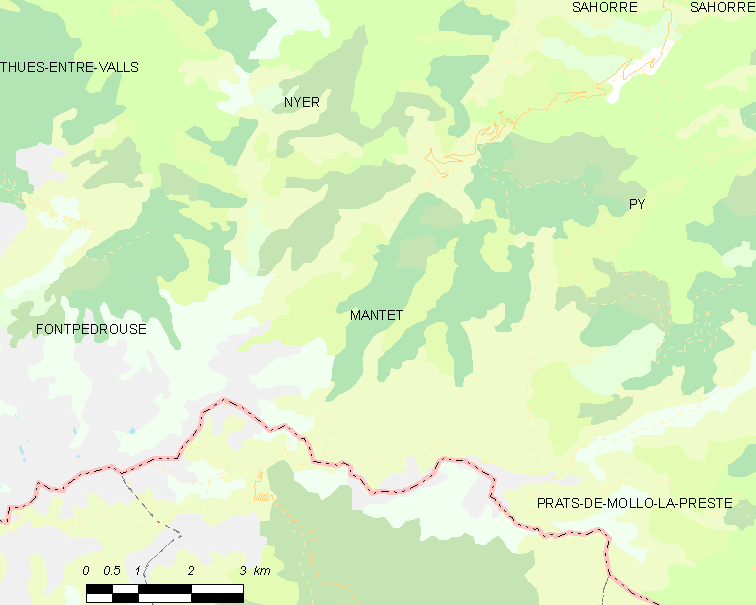
Situation de la commune.

|              | Nyer               |                          |
| Fontpédrouse | Mantet             | Py                       |
|              | Setcases (Espagne) | Prats-de-Mollo-la-Preste |

### Géologie et relief

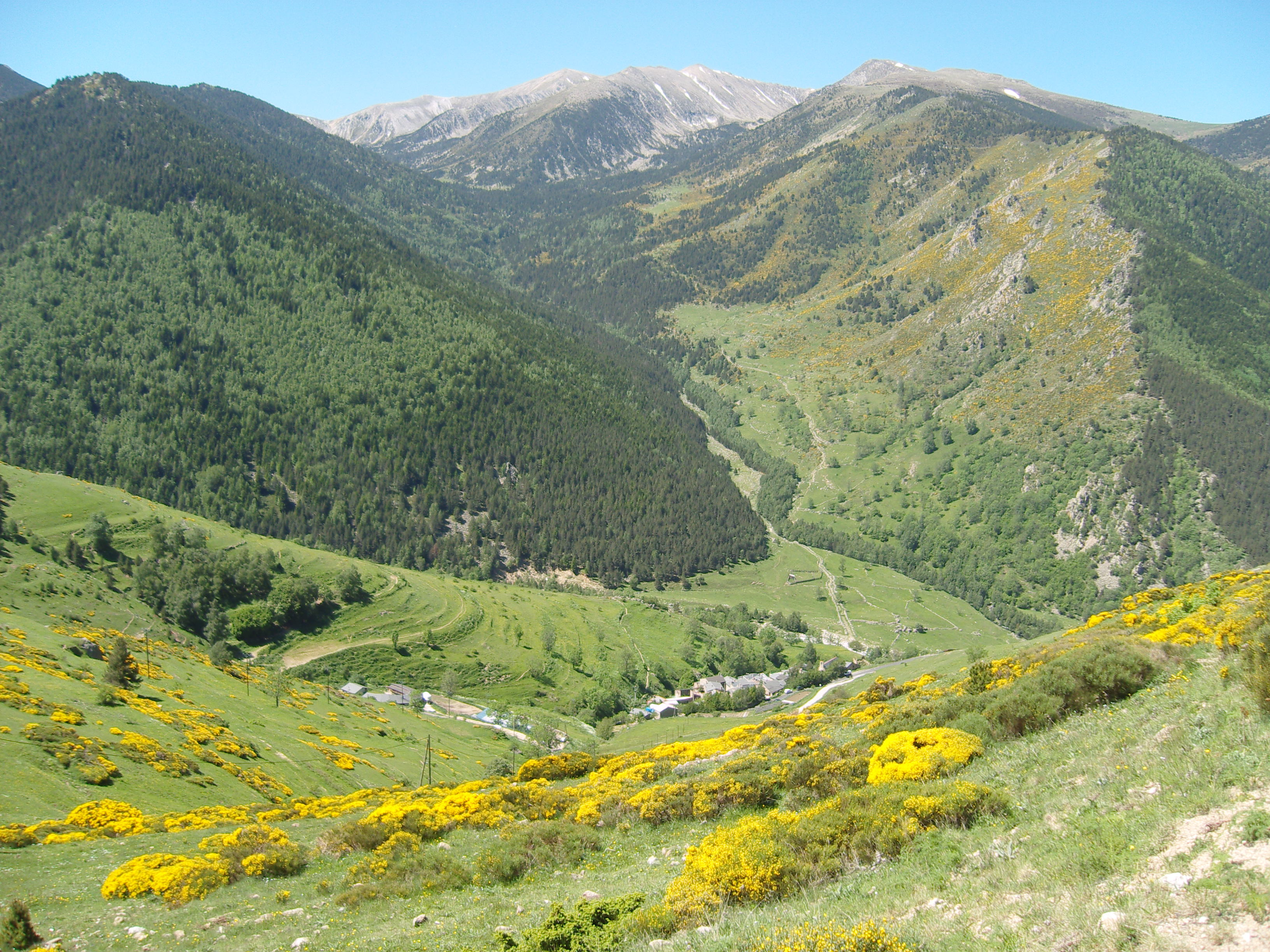
Vue depuis le col de Mantet vers la Porteille de Mantet et le Pic de la Dona.

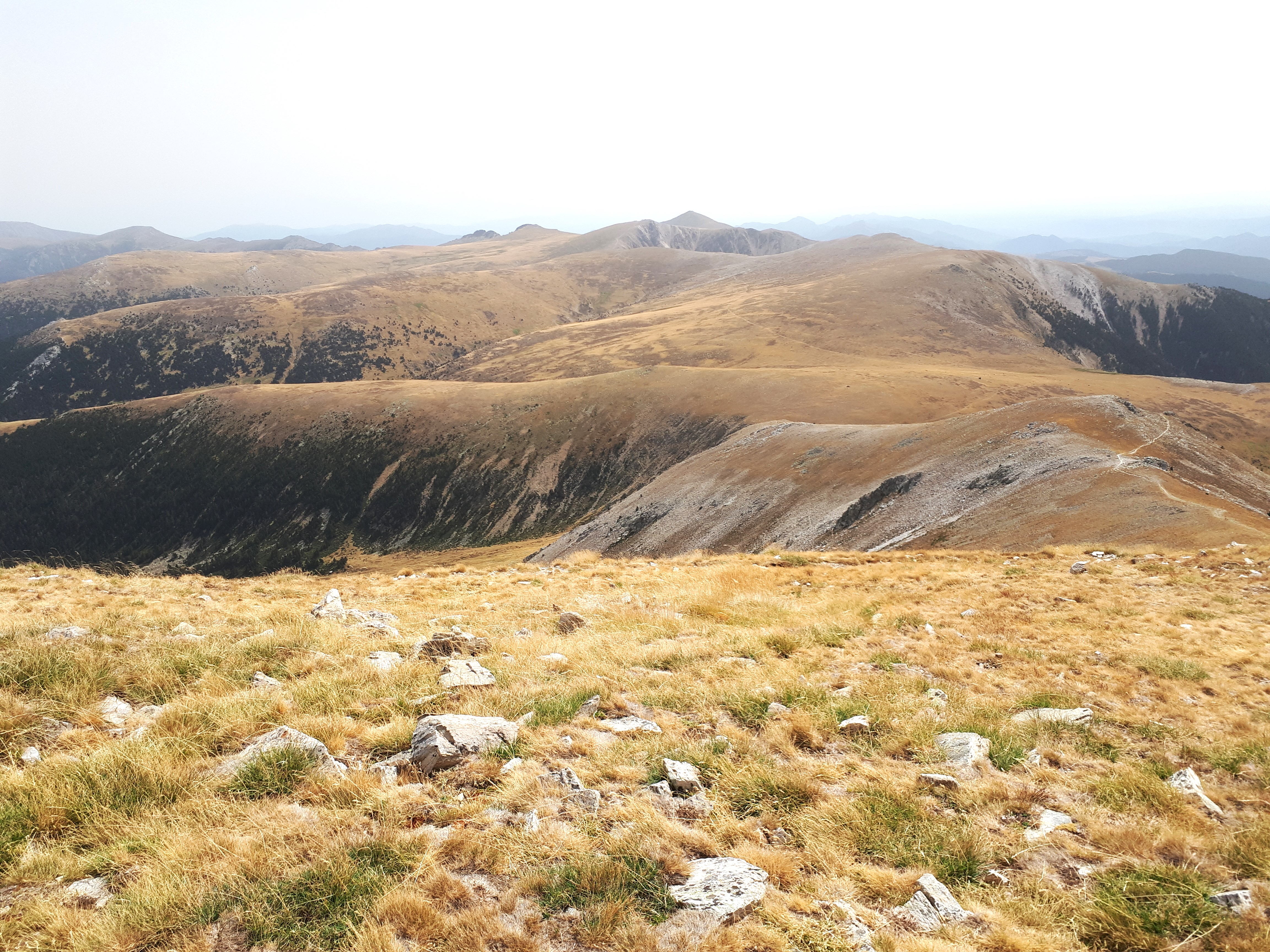
Vue à travers les "grands plateaux d'altitude au sud", depuis le pic de la Dona.

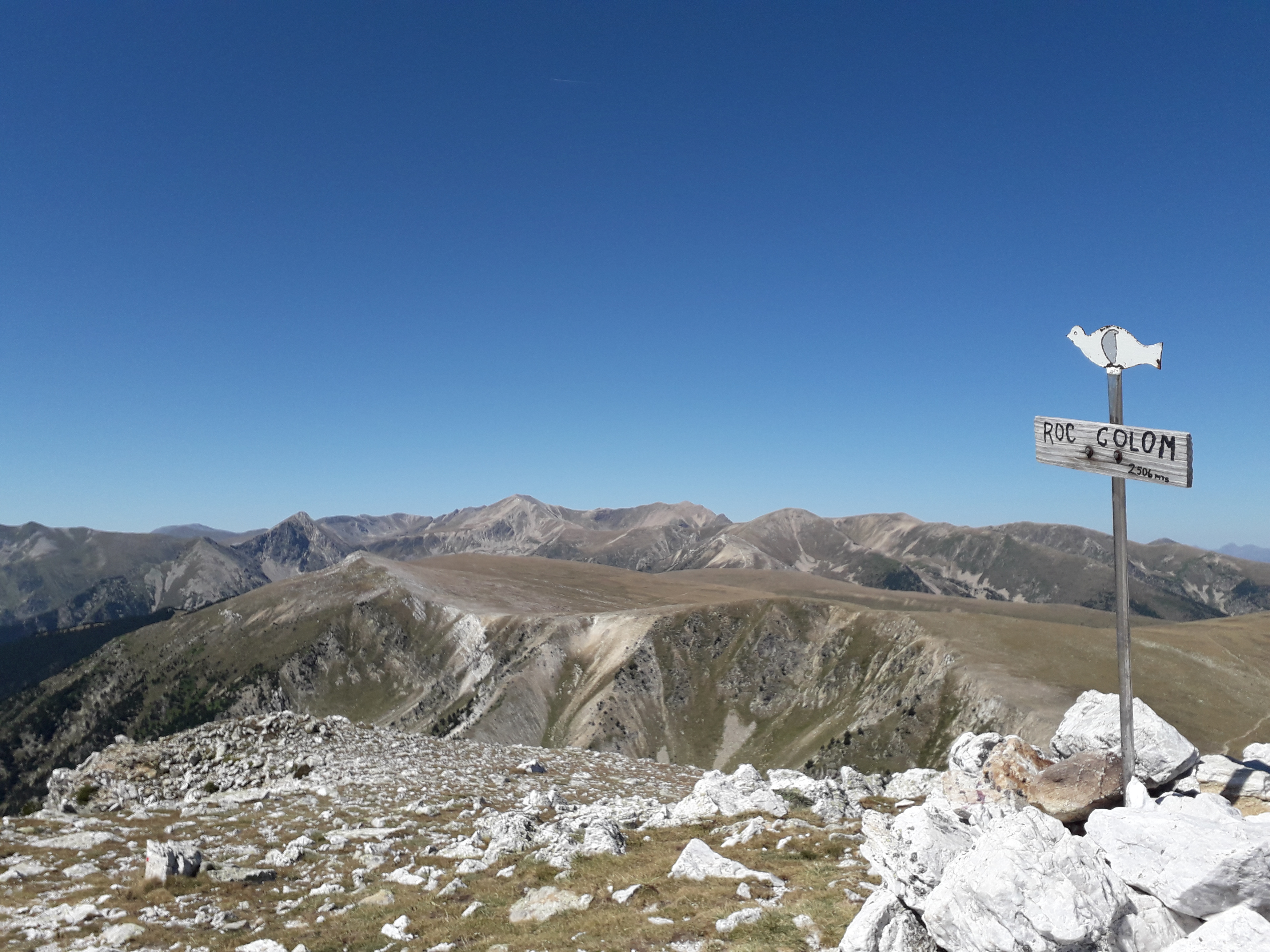
Le sommet du roc Colom, situé sur un filon de quartz. Vue vers l'ouest.

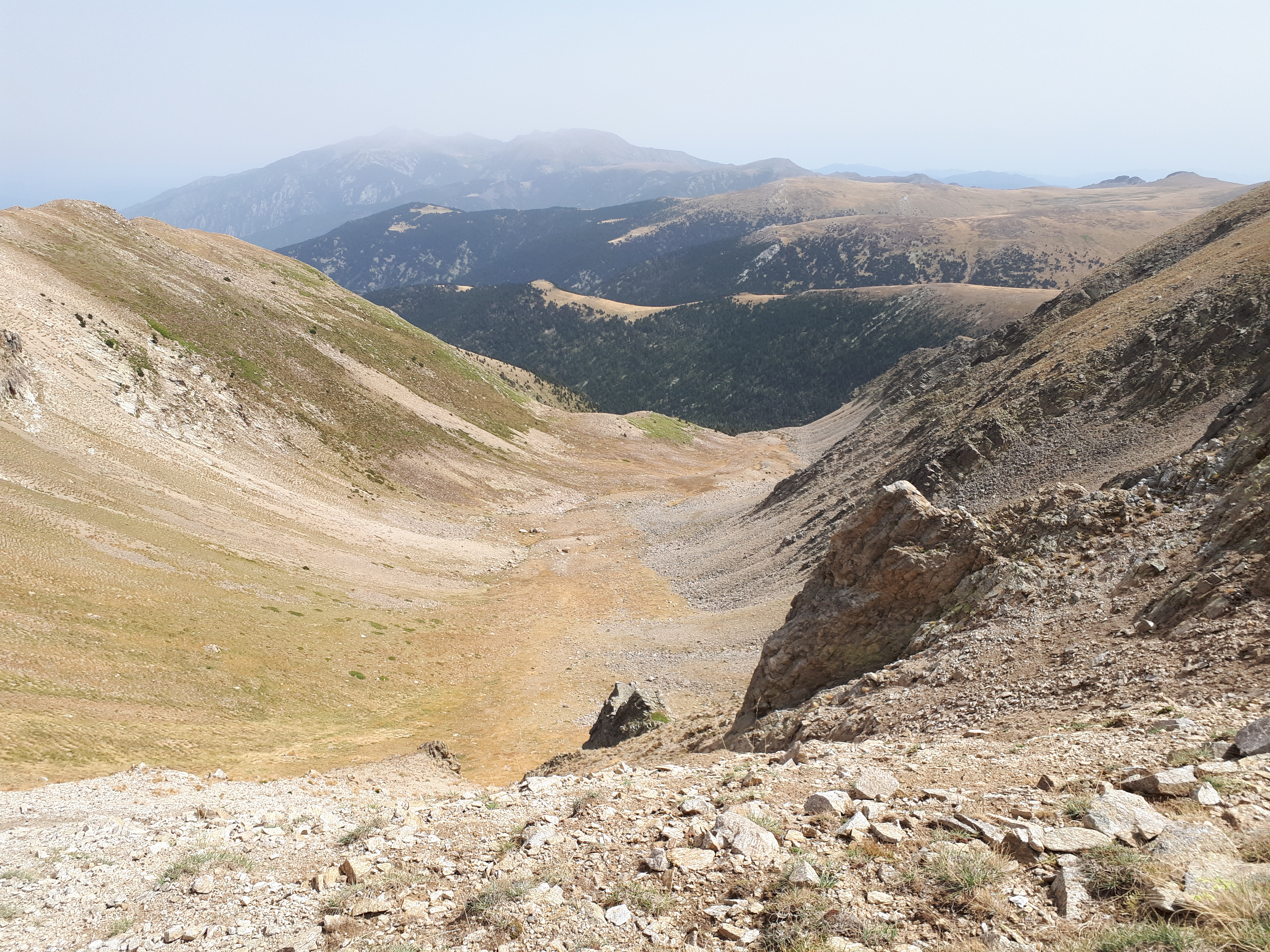
Coma de la Dona.

La superficie de la commune est de 3 215 ha. L'altitude varie entre 1 381 m et 2 688 m.
Au sud-est et à l'est, la séparation avec le territoire de Py s'effectue par la Cime de Pomarole (2 456 m) (ou de Pomerola), le Pla Segala (2 250 m) et le Mouscaillou (2 244 m) (ou Moscalló) surplombant le col de Mantet (1 761 m) qui met en relation la vallée de Mantet et la vallée de la Rotja (ou Rojà).
Au sud et au sud-ouest, la ligne de crête sépare Mantet de Prats-de-Mollo-la-Preste entre les pics du Roc de la Mort de l'Escoula (2 463 m) (ou Mort de l'Escolà) et de Roc Colom (2 507 m), puis sert de limite frontalière avec le petit village espagnol de Setcases, en passant par le puig de la Llosa (2 456 m), le puig de Coma Armada (2 496 m) et le pic de la Dona (2 702 m). Ainsi, le col de la porteille de Mantet (2 412 m) (ou portella de Mentet), situé entre le puig de Coma Armada (2 496 m) et le pic de la Dona (2 702 m) déjà cités, fait office de frontière avec l'Espagne et met en communication Ripollès et Conflent, grâce au chemin de Camprodon à Villefranche qui le franchit pour relier les bassins du Ter et de la Têt.
À l'ouest, entre le pic de Serre Gallinière (2 663 m) (ou de Serra Gallinera) et le pic de Rives Blanques (2 445 m), le coll del Pal (2 294 m) permet de passer dans la vallée de la Carança.
Les vallées du Ressec (au sud), de l'Alemany (qui descend de la porteille de Mantet au sud-ouest) et du riu de Caret (à l'ouest) convergent en éventail vers le pied du col de Mantet où s'est établi le village. Ces trois torrents donnent naissance à la rivière de Mantet laquelle, vers le nord, s'engouffre dans le défilé qui la conduit vers les gorges de Nyer entre, flanc ouest, la Serre de Pocarobe (ou delà Pocaroba) (1 575 m) et, flanc est, la Farga Vella (entre 1 406 m au niveau de la rivière et 1 600 m environ).
En amont, les grands plateaux d'altitude au sud qui dominent la vallée du Ressec (Pla Segala, Pla de Campmagre [vers Roc Colom], Pla de Coma Armada) et les anciens cirques glaciaires au sud-ouest qui surplombent la vallée de l'Alemany (Coma de la Portella, Coma de la Dona, Coma de Bassibès) constituent le vaste domaine des troupeaux à l'estive.
La commune se trouve dans le secteur sud du vaste massif du Canigou-Carança. Ici, la formation principale est composée d'orthogneiss, ou métagranite. Cette formation est issue du granite d'une intrusion ignée profonde qui, il y a environ 470 millions d'années, à l'Ordovicien, a fait intrusion dans des formations sédimentaires d'âge cambrien et plus anciennes. Au cours de l'orogenèse hercynienne, il y a environ 300 millions d'années, le granite a été métamorphisé en gneiss. Il a depuis été soulevé par des forces tectoniques et exposé à la surface par l'érosion,.
Une particularité géologique de cette partie du massif est l'existence d'un certain nombre de "filons de quartz géantes" qui traversent le gneiss dans une direction ouest-est. Ces filons de quartz sont les plus grandes de leur genre dans les Pyrénées. Des affleurements de ces filons de quartz se trouvent sur les pentes du pic de la Dona, aux rocs Blancs, à la cime de Pomerole et au roc Colom (et, plus à l'est, dans la commune de Py, aux Esquerdes de Rotjà).
La commune est classée en zone de sismicité 4, correspondant à une sismicité moyenne.

### Climat
Pour des articles plus généraux, voir Climat de l'Occitanie et Climat des Pyrénées-Orientales.
En 2010, le climat de la commune est de type climat des marges montargnardes, selon une étude du CNRS s'appuyant sur une série de données couvrant la période 1971-2000. En 2020, Météo-France publie une typologie des climats de la France métropolitaine dans laquelle la commune est exposée à un climat de montagne ou de marges de montagne et est dans la région climatique Pyrénées orientales, caractérisée par une faible pluviométrie, un très bon ensoleillement (2 600 h/an), un air sec, particulièrement en hiver et peu de brouillards.
Pour la période 1971-2000, la température annuelle moyenne est de 7,2 °C, avec une amplitude thermique annuelle de 14,4 °C. Le cumul annuel moyen de précipitations est de 803 mm, avec 5,3 jours de précipitations en janvier et 6,6 jours en juillet. Pour la période 1991-2020, la température moyenne annuelle observée sur la station météorologique la plus proche, située sur la commune du Tech à 21 km à vol d'oiseau, est de 12,9 °C et le cumul annuel moyen de précipitations est de 1 146,5 mm,. Pour l'avenir, les paramètres climatiques de la commune estimés pour 2050 selon différents scénarios d'émission de gaz à effet de serre sont consultables sur un site dédié publié par Météo-France en novembre 2022.

### Milieux naturels et biodiversité

#### Espaces protégés
La protection réglementaire est le mode d’intervention le plus fort pour préserver des espaces naturels remarquables et leur biodiversité associée,.
Deux espaces protégés sont présents sur la commune : 
- le parc naturel régional des Pyrénées catalanes, créé en 2004 et d'une superficie de 139 062 ha, qui s'étend sur 66 communes du département. Ce territoire s'étage des fonds maraîchers et fruitiers des vallées de basse altitude aux plus hauts sommets des Pyrénées-Orientales en passant par les grands massifs de garrigue et de forêt méditerranéenne[21],[22] ;
- la réserve naturelle nationale de Mantet, classée en 1984 et d'une superficie de 3 022 ha, occupe la quasi-totalité du territoire de la commune. Elle s’étage de 1 400 m à 2 700 m d’altitude, avec les forêts occupant les versants nord, tandis que les versants sud font place à des milieux plus ouverts où se développe la lande à genêt purgatif[23],[24].

#### Réseau Natura 2000

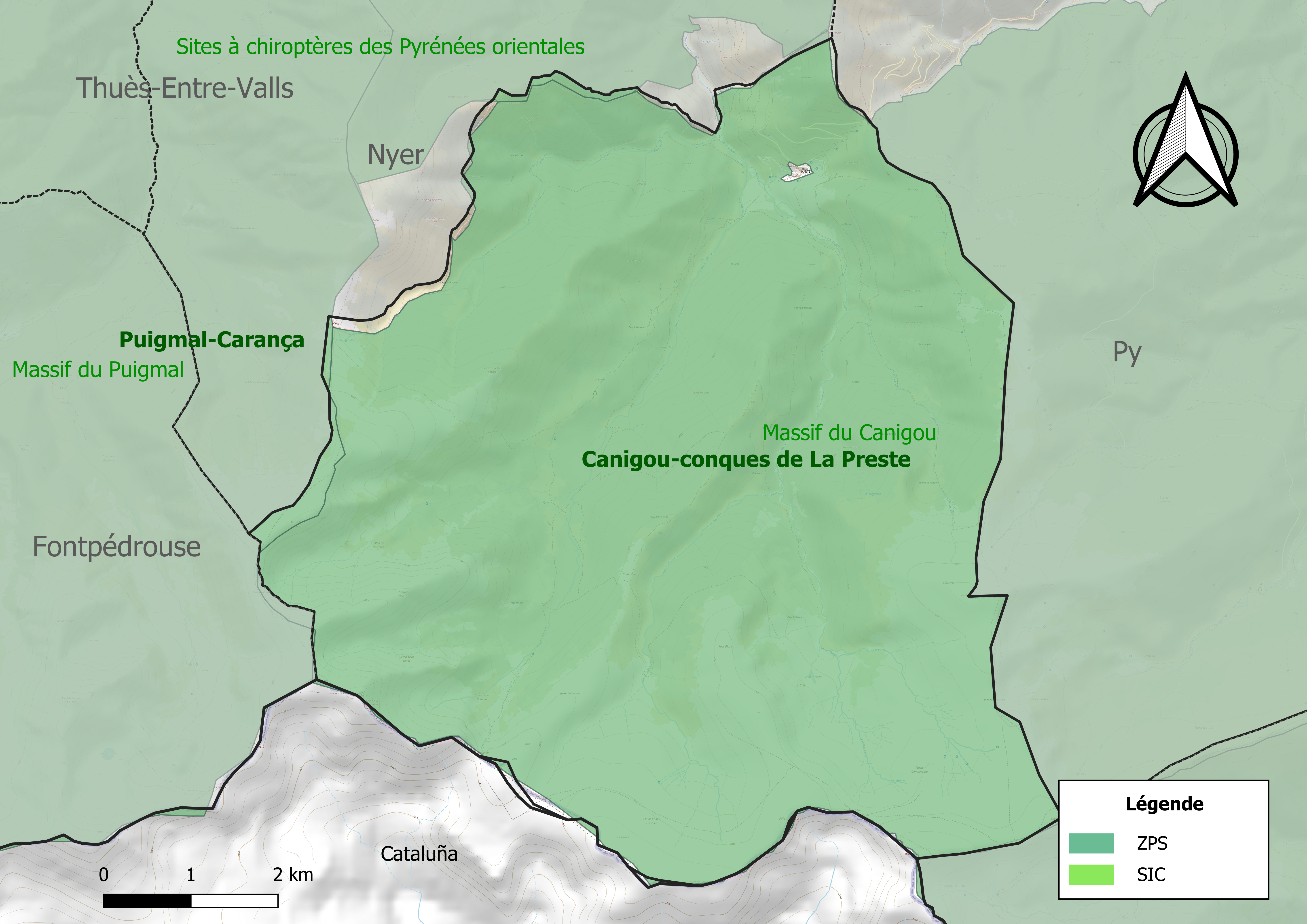
Site Natura 2000 sur le territoire communal.

Le réseau Natura 2000 est un réseau écologique européen de sites naturels d'intérêt écologique élaboré à partir des directives habitats et oiseaux, constitué de zones spéciales de conservation (ZSC) et de zones de protection spéciale (ZPS).
Un site Natura 2000 a été défini sur la commune au titre de la directive habitats.
- le « massif du Canigou », d'une superficie de 11 746 ha, culmine à 2 784 mètres à l'extrémité orientale de la chaîne des Pyrénées. Il recèle de nombreuses espèces endémiques pyrénéennes dont certaines atteignent leur limite orientale et présente une gamme variée d'habitats naturels d'intérêt communautaire liés à l'étagement de la végétation[27] et  au titre de la directive oiseaux[26]
- le « canigou-conques de La Preste », d'une superficie de 20 224 ha, abrite une avifaune de montagne riche et diversifiée, tant au niveau des rapaces que des passereaux et des galliformes. Elle est également fréquentée régulièrement par deux couples de gypaètes barbus et, en été, par un nombre important de vautours fauves en provenance du territoire espagnol[28].

#### Zones naturelles d'intérêt écologique, faunistique et floristique
L’inventaire des zones naturelles d'intérêt écologique, faunistique et floristique (ZNIEFF) a pour objectif de réaliser une couverture des zones les plus intéressantes sur le plan écologique, essentiellement dans la perspective d’améliorer la connaissance du patrimoine naturel national et de fournir aux différents décideurs un outil d’aide à la prise en compte de l’environnement dans l’aménagement du territoire.
Une ZNIEFF de type 1 est recensée sur la commune :
la « vallée de Mantet » (5 167 ha), couvrant 2 communes du département et une ZNIEFF de type 2, : 
les « chaine du Puigmal et vallées Adjacentes » (28 390 ha), couvrant 15 communes du département.

Carte des ZNIEFF de type 1 et 2 à Mantet.
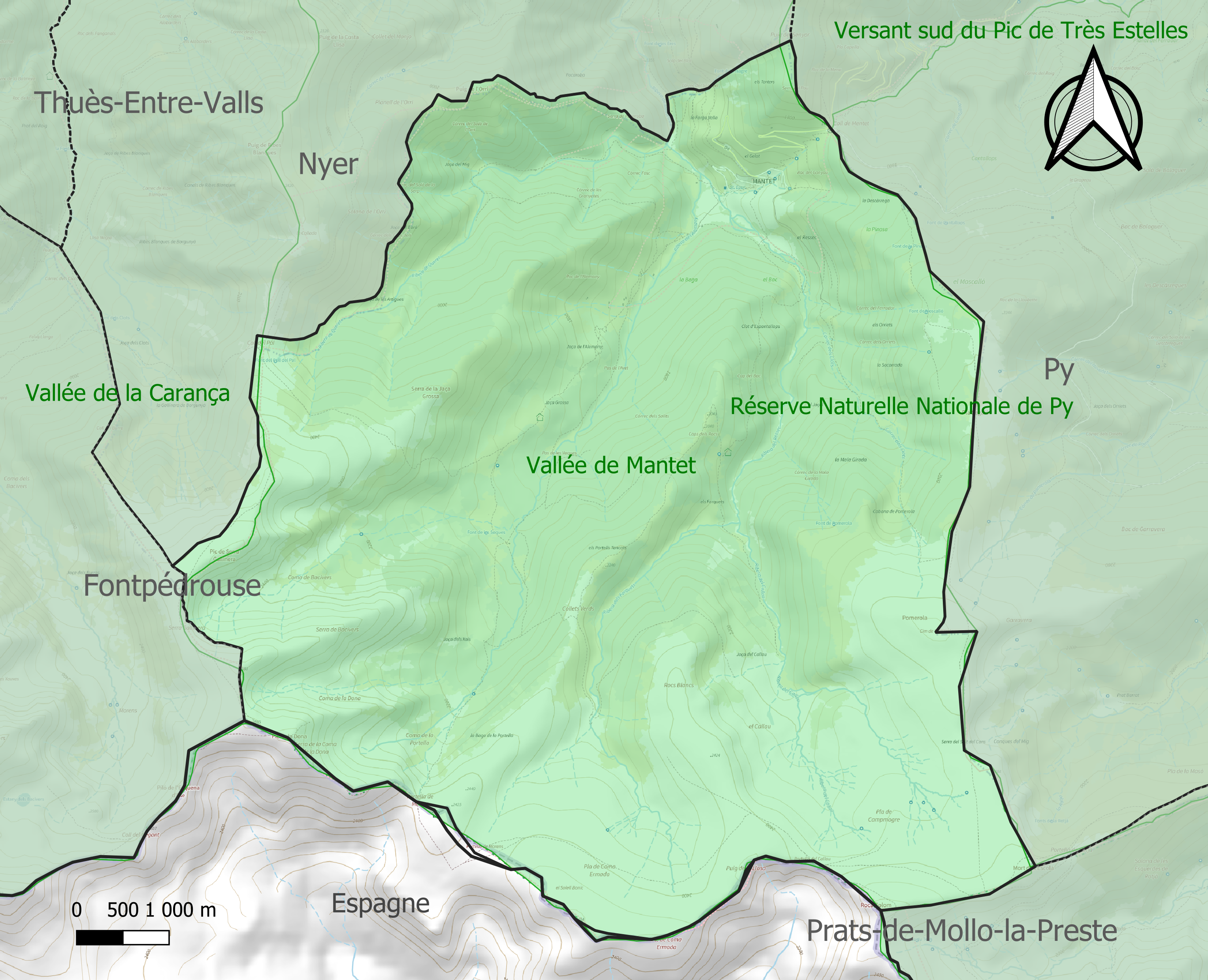
Carte de la ZNIEFF de type 1 sur la commune.
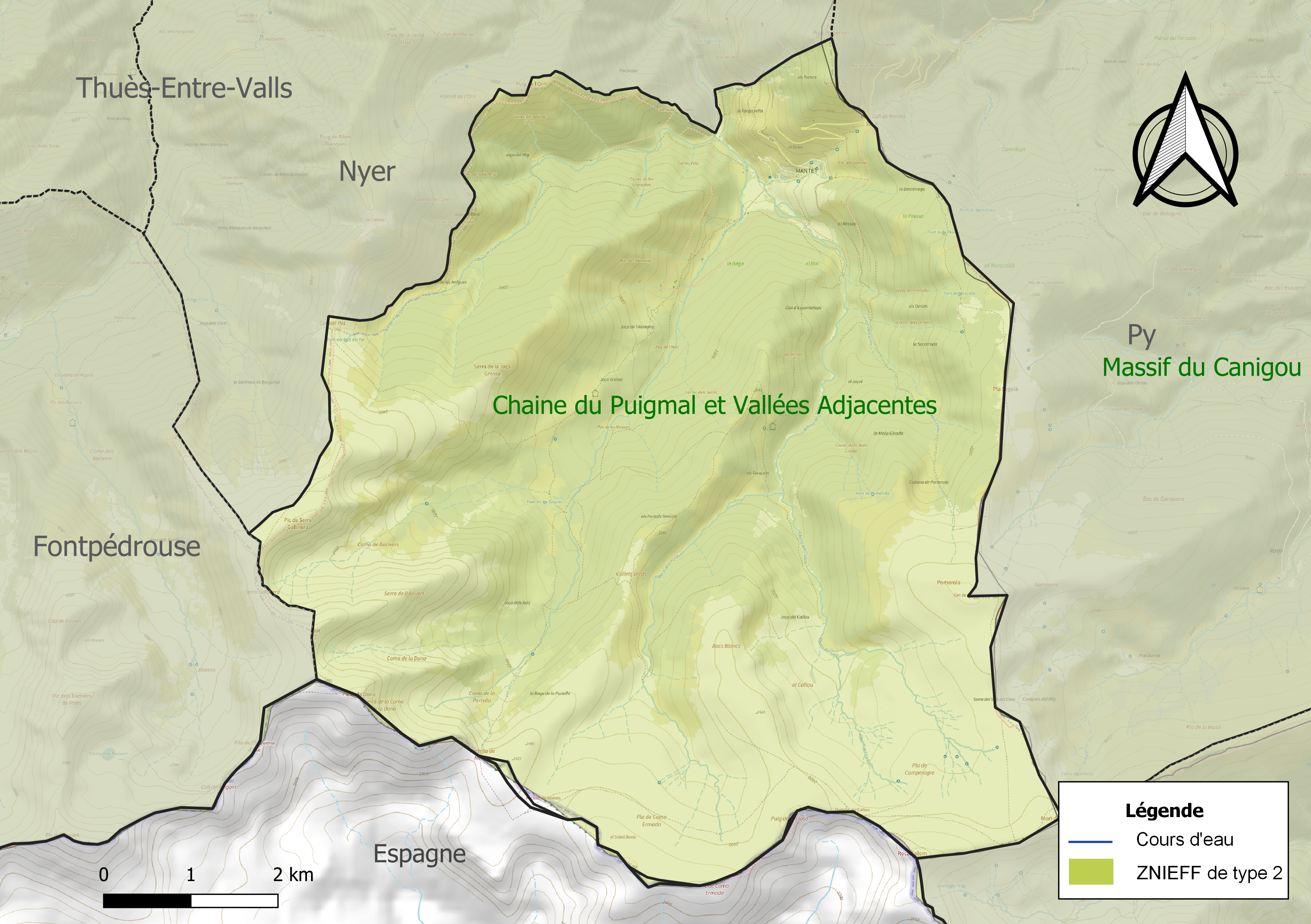
Carte de la ZNIEFF de type 2 sur la commune.

## Urbanisme

### Typologie
Au 1er janvier 2024, Mantet est catégorisée commune rurale à habitat très dispersé, selon la nouvelle grille communale de densité à sept niveaux définie par l'Insee en 2022.
Elle est située hors unité urbaine et hors attraction des villes,.

### Occupation des sols
L'occupation des sols de la commune, telle qu'elle ressort de la base de données européenne d’occupation biophysique des sols Corine Land Cover (CLC), est marquée par l'importance des forêts et milieux semi-naturels (100 % en 2018), une proportion identique à celle de 1990 (100 %). La répartition détaillée en 2018 est la suivante : 
milieux à végétation arbustive et/ou herbacée (57,2 %), forêts (30,3 %), espaces ouverts, sans ou avec peu de végétation (12,5 %). L'évolution de l’occupation des sols de la commune et de ses infrastructures peut être observée sur les différentes représentations cartographiques du territoire : la carte de Cassini (XVIIIe siècle), la carte d'état-major (1820-1866) et les cartes ou photos aériennes de l'IGN pour la période actuelle (1950 à aujourd'hui).

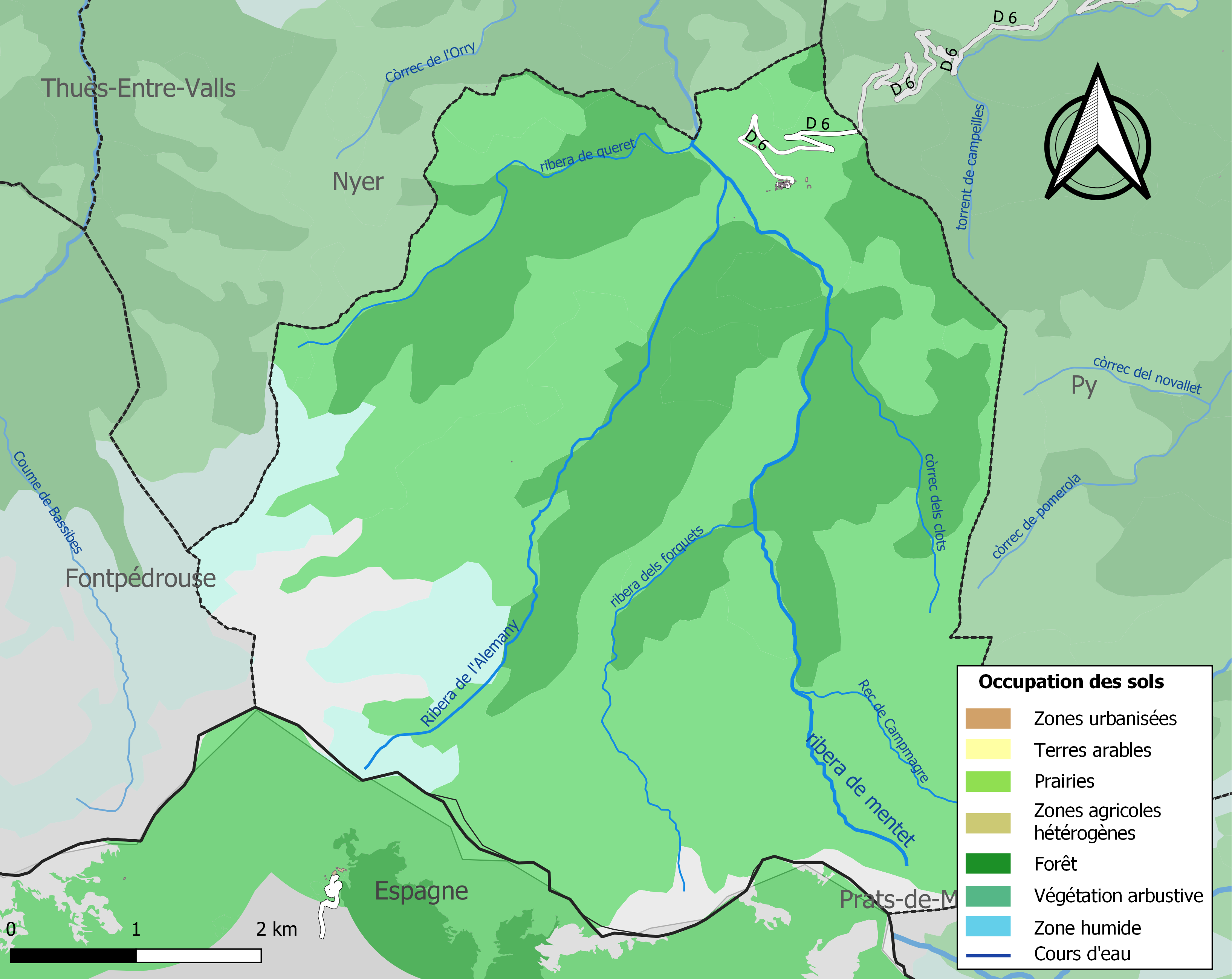
Carte des infrastructures et de l'occupation des sols de la commune en 2018 (CLC).

### Voies de communication et transports
Mantet est uniquement accessible par la route départementale 6 par le col de Mantet, achevée en 1969. Le village aboutissant à un cul-de-sac, il n'existe aucune autre voie de communication.

### Risques majeurs
Le territoire de la commune de Mantet est vulnérable à différents aléas naturels : inondations, climatiques (grand froid ou canicule), feux de forêts, mouvements de terrains, avalanche  et séisme (sismicité moyenne). Il est également exposé à un risque particulier, le risque radon,.

#### Risques naturels
Certaines parties du territoire communal sont susceptibles d’être affectées par le risque d’inondation par crue torrentielle de cours d'eau du bassin de la Têt.
Les mouvements de terrains susceptibles de se produire sur la commune sont soit des mouvements liés au retrait-gonflement des argiles, soit des glissements de terrains, soit des chutes de blocs. Une cartographie nationale de l'aléa retrait-gonflement des argiles permet de connaître les sols argileux ou marneux susceptibles vis-à-vis de ce phénomène.
Ces risques naturels sont pris en compte dans l'aménagement du territoire de la commune par le biais d'un plan de prévention des risques inondations et avalanches.

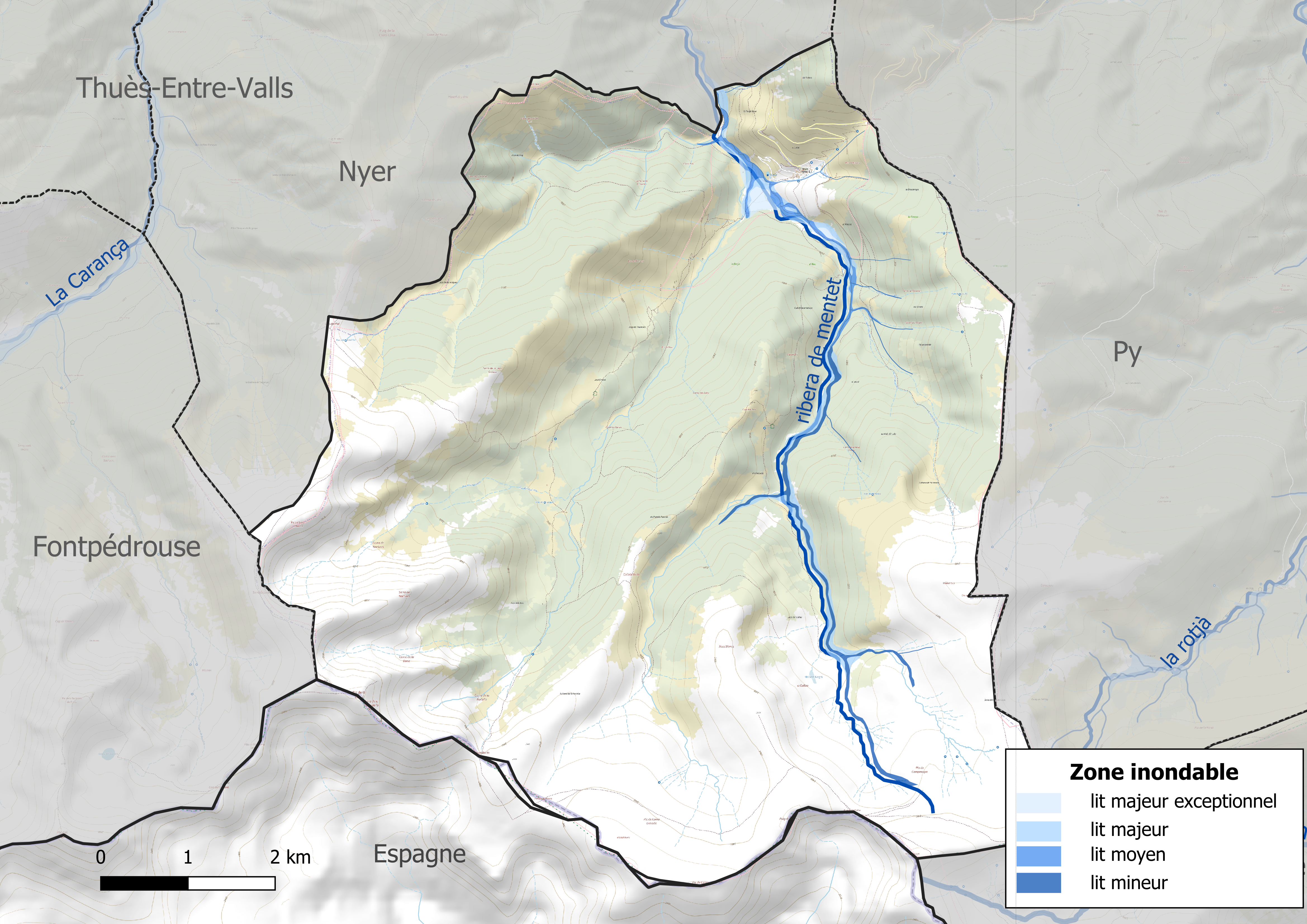
Carte des zones inondables.
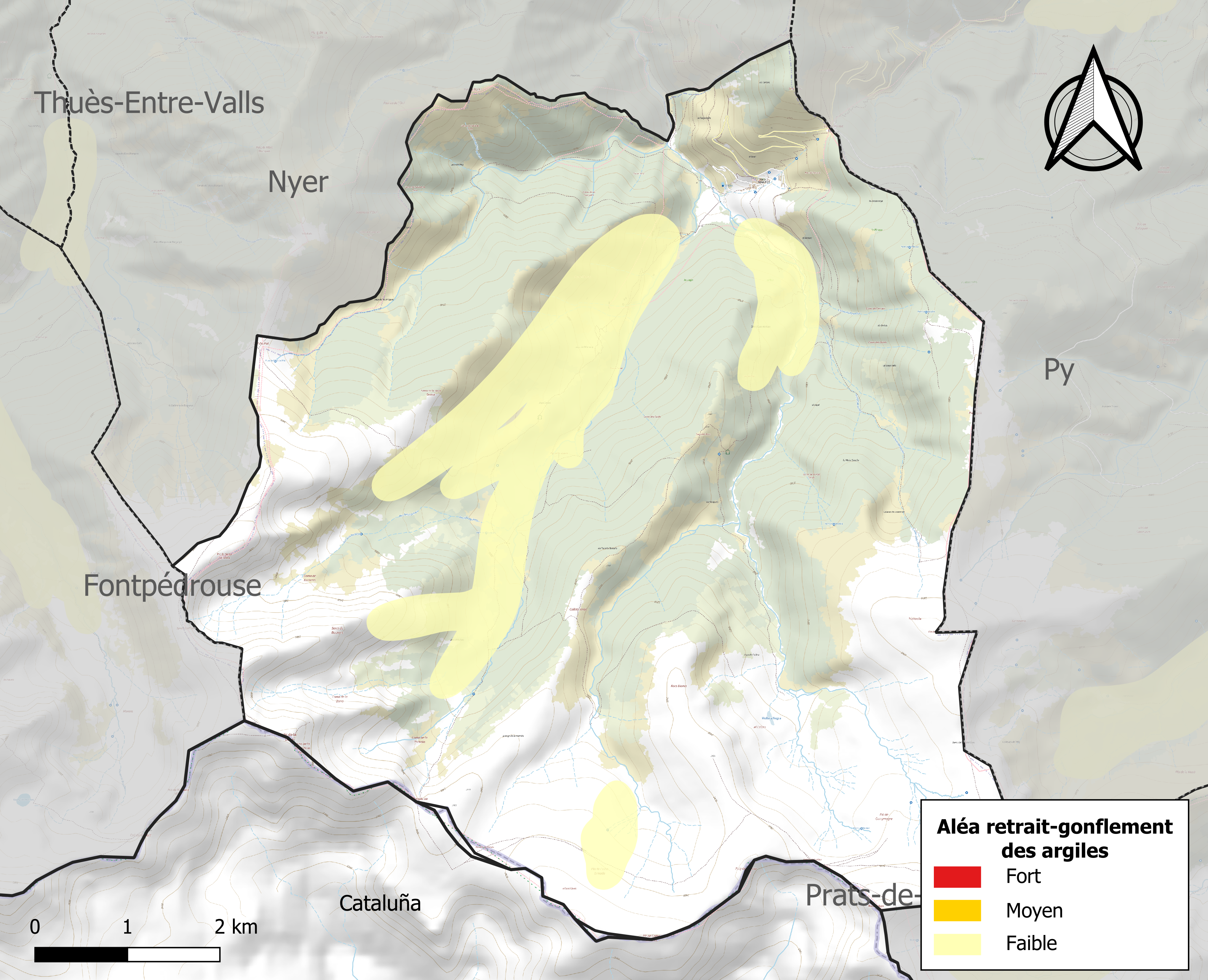
Carte des zones d'aléa retrait-gonflement des argiles.

#### Risque particulier
Dans plusieurs parties du territoire national, le radon, accumulé dans certains logements ou autres locaux, peut constituer une source significative d’exposition de la population aux rayonnements ionisants. Toutes les communes du département sont concernées par le risque radon à un niveau plus ou moins élevé. Selon la classification de 2018, la commune de Mantet est classée en zone 3, à savoir zone à potentiel radon significatif.

## Toponymie
Formes du nom
En catalan, le nom de la commune est Mentet.
La première mention du nom est villa Mentedo en 1011. On rencontre Mentet dès 1097, puis Mented et Mentedi. Au XIVe siècle, on revient à Mentendo, puis Mantet devient la forme la plus courante. Cette dernière forme s'impose à partir du XVIIe siècle.
Étymologie
Deux hypothèses s'affrontent concernant l'étymologie de Mantet.
Pour Lluís Basseda, le nom de la commune a pour origine le mot latin Mentha (menthe) auquel est accolé le suffixe collectif -etum, ce qui désigne un lieu où la menthe abonde.
Jean Rigoli propose une autre origine. La menthe n’est pas particulièrement plus abondante qu’ailleurs aujourd'hui à Mantet et le toponyme serait alors un dérivé de ment, terme archaïque associé aux cols et passages pyrénéens, comme le sont aussi d'autres dénominations telles ancise, ansa ou jou. Une fois oublié le sens primitif de passage de montagne, Mented a subi l'attraction paronymique du nom de la plante mentha ou menta. Au Moyen Âge, les scribes des chartes se contentent, comme pratiquement partout, de latiniser le Mented des autochtones, en joignant à Menta le suffixe collectif -etum pour former Mentetum, faux phytonyme qui connaît les évolutions que l'on sait de Menteto en Mantet puis en Mentet, pour finir par Mantet.

## Histoire
Mantet, protégé par un splendide isolement, rompu par l'arrivée d'une route du bout du monde qui, en 1964, l'a enfin rattaché à ses contemporains, a connu ainsi l'épilogue de la légende du « dernier village de France » qui parlait de ce hameau, aux confins des terres d'Espagne, enclavé entre des monts de plus de deux mille mètres, où ne pouvaient parvenir que chèvres et mulets pratiquant un affreux sentier bordé de précipices, où les maisons, bâties sur un fumier millénaire, abritaient une race de contrebandiers sales et sauvages menant leur fragile existence parmi les aigles, les isards et les sangliers.

## Politique et administration

### Administration municipale
Le nombre d'habitants au recensement de 2011 étant compris entre 0 et 99, le nombre de membres du conseil municipal pour l'élection de 2014 est de sept,.

### Rattachements administratifs et électoraux
Commune faisant partie de l'arrondissement de Prades de la communauté de communes Conflent Canigó et du canton du Canigou (avant le redécoupage départemental de 2014, Mantet faisait partie de l'ex-canton d'Olette).

### Liste des maires
| Période   | Période   | Identité            | Étiquette | Qualité |
| --------- | --------- | ------------------- | --------- | ------- |
|           |           |                     |           |         |
|           |           |                     |           |         |
| 1824      |           | Pierre Calvet       |           |         |
| 1866      |           | Jean Ricard         |           |         |
| 1886      |           | Emmanuel Fillols    |           |         |
| 1891      |           | Joseph Fillols      |           |         |
| 1895      |           | Pierre Ricard       |           |         |
|           |           |                     |           |         |
| 1964      |           | Raphaël Vidal       |           |         |
| 1975      |           | Noël Haon           |           |         |
| 1977      | 1995      | Olivier Villalongue |           |         |
| 1995      | 2001      | Jean-Pierre Vidal   |           |         |
| mars 2001 | mars 2014 | Odile Guinel,       |           |         |
| mars 2014 | En cours  | Jean-Luc Blaise     |           |         |

## Population et société

### Démographie ancienne
La population est exprimée en nombre de feux (f) ou d'habitants (H).
| 1365 | 1720 | 1767 | 1789 |
| ---- | ---- | ---- | ---- |
| 9 f  | 7 f  | 90 H | 18 f |

Note :
- 1709 : comptée avec Py.

### Démographie contemporaine
L'évolution du nombre d'habitants est connue à travers les recensements de la population effectués dans la commune depuis 1793. Pour les communes de moins de 10 000 habitants, une enquête de recensement portant sur toute la population est réalisée tous les cinq ans, les populations de référence des années intermédiaires étant quant à elles estimées par interpolation ou extrapolation. Pour la commune, le premier recensement exhaustif entrant dans le cadre du nouveau dispositif a été réalisé en 2006.

En 2022, la commune comptait 35 habitants, en évolution de +12,9 % par rapport à 2016 (Pyrénées-Orientales : +3,92 %, France hors Mayotte : +2,11 %).
| 1793 | 1800 | 1806 | 1821 | 1831 | 1836 | 1841 | 1846 | 1851 |
| ---- | ---- | ---- | ---- | ---- | ---- | ---- | ---- | ---- |
| 43   | 85   | 99   | 108  | 133  | 145  | 133  | 139  | 119  |

| 1856 | 1861 | 1866 | 1872 | 1876 | 1881 | 1886 | 1891 | 1896 |
| ---- | ---- | ---- | ---- | ---- | ---- | ---- | ---- | ---- |
| 117  | 131  | 137  | 201  | 144  | 137  | 157  | 161  | 161  |

| 1901 | 1906 | 1911 | 1921 | 1926 | 1931 | 1936 | 1946 | 1954 |
| ---- | ---- | ---- | ---- | ---- | ---- | ---- | ---- | ---- |
| 157  | 158  | 154  | 120  | 101  | 95   | 79   | 46   | 24   |

| 1962 | 1968 | 1975 | 1982 | 1990 | 1999 | 2006 | 2011 | 2016 |
| ---- | ---- | ---- | ---- | ---- | ---- | ---- | ---- | ---- |
| 13   | 4    | 7    | 23   | 26   | 17   | 21   | 30   | 31   |

| 2021 | 2022 | - | - | - | - | - | - | - |
| ---- | ---- | - | - | - | - | - | - | - |
| 33   | 35   | - | - | - | - | - | - | - |

| selon la population municipale des années : | 1968 | 1975 | 1982 | 1990 | 1999 | 2006 | 2009 | 2013 |
| Rang de la commune dans le département      | 228  |      | 195  | 223  | 217  | 221  | 221  | 218  |
| Nombre de communes du département           | 232  | 217  | 220  | 225  | 226  | 226  | 226  | 226  |

### Enseignement
Mantet fait partie de l'académie de Montpellier.

### Manifestations culturelles et festivités
- Fête patronale : 22 janvier[57].
- Fête communale : week end avant le 15 aout[57].
- Le Mantestival, festival estival de musique aux styles variés (rock, jazz, reggae, ska, etc.), en milieu rural. Il s'est tenu en 2001, 2002, 2004 et 2005 et a réuni plus d'un millier de spectateurs lors de sa dernière année. Il n'y a pas de nouvelle édition prévue à ce jour.[réf. nécessaire]

### Sports
Aucun institut sportif n'est établi à Mantet, en revanche certaines activités sportives sont librement pratiquées : pêche, chasse, pétanque, randonnée pédestre.

## Économie

### Emploi
|                | 2008   | 2013   | 2018   |
| -------------- | ------ | ------ | ------ |
| Commune        | 0 %    | 7,4 %  | 8,7 %  |
| Département    | 10,3 % | 12,9 % | 13,3 % |
| France entière | 8,3 %  | 10 %   | 10 %   |

En 2018, la population âgée de 15 à 64 ans s'élève à 22 personnes, parmi lesquelles on compte 60,9 % d'actifs (52,2 % ayant un emploi et 8,7 % de chômeurs) et 39,1 % d'inactifs,. Depuis 2008, le taux de chômage communal (au sens du recensement) des 15-64 ans est inférieur à celui de la France et du département.
La commune est hors attraction des villes,. Elle compte 14 emplois en 2018, contre 21 en 2013 et 12 en 2008. Le nombre d'actifs ayant un emploi résidant dans la commune est de 13, soit un indicateur de concentration d'emploi de 108,6 % et un taux d'activité parmi les 15 ans ou plus de 53,6 %.
Sur ces 13 actifs de 15 ans ou plus ayant un emploi, 10 travaillent dans la commune, soit 77 % des habitants. Pour se rendre au travail, 23,1 % des habitants utilisent un véhicule personnel ou de fonction à quatre roues, 7,7 % les transports en commun, 38,5 % s'y rendent en deux-roues, à vélo ou à pied et 30,8 % n'ont pas besoin de transport (travail au domicile).

### Activités hors agriculture
4 établissements sont implantés  à Mantet au 31 décembre 2019.
Le secteur de l'administration publique, l'enseignement, la santé humaine et l'action sociale est prépondérant sur la commune puisqu'il représente 25 % du nombre total d'établissements de la commune (1 sur les 4 entreprises implantées  à Mantet), contre 13,9 % au niveau départemental.

### Agriculture
|               | 1988 | 2000 | 2010 | 2020 |
| ------------- | ---- | ---- | ---- | ---- |
| Exploitations | 4    | 3    | 6    | 4    |
| SAU (ha)      | 27   | 496  | 719  | 334  |

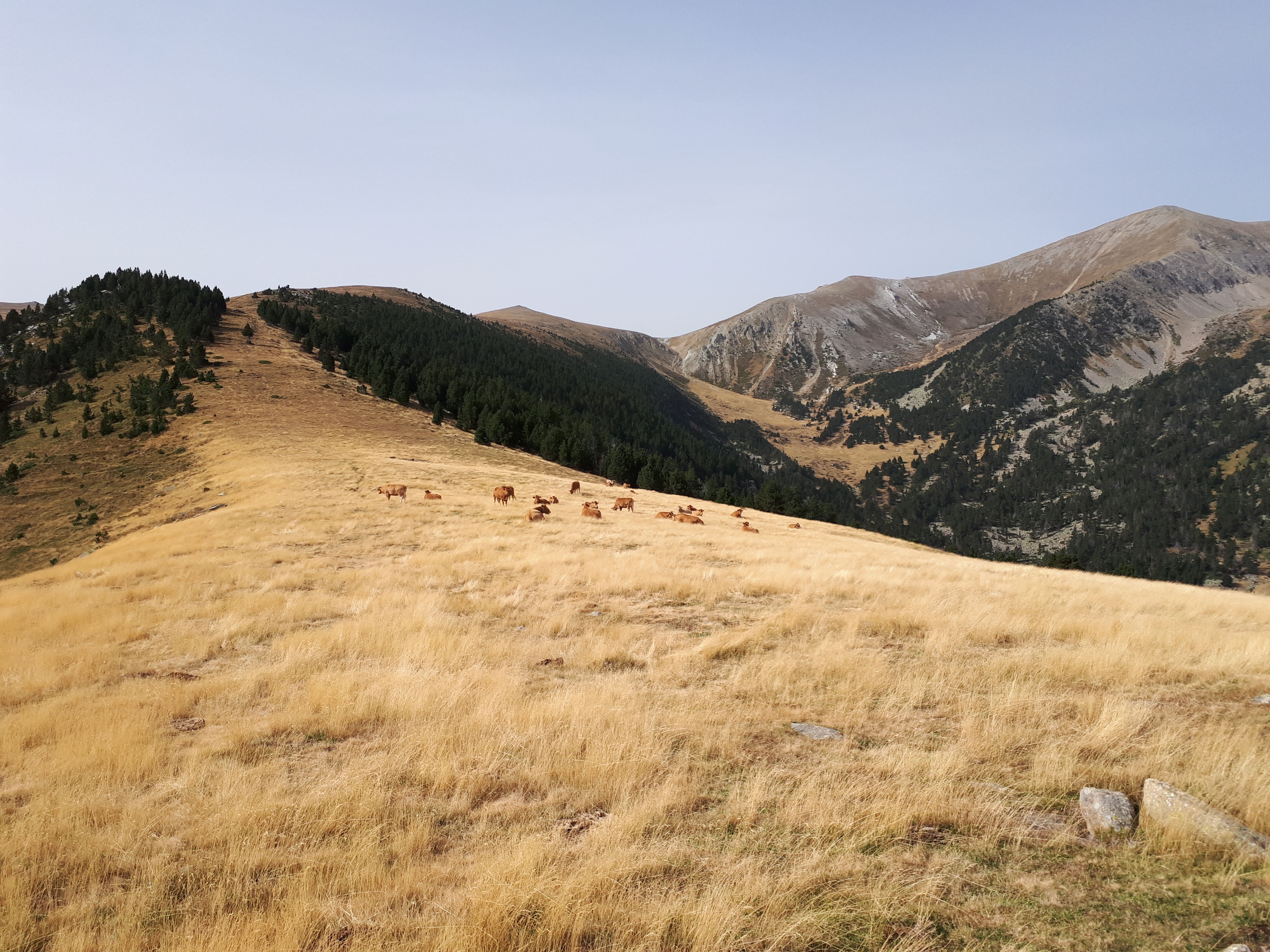
Bovins sur une estive de Mantet, à Collets Verds. À droite : le pic de la Dona.

La commune est dans le Conflent, une petite région agricole occupant le centre-ouest du département des Pyrénées-Orientales. En 2020, l'orientation technico-économique de l'agriculture  sur la commune est l'élevage d'ovins ou de caprins. Quatre exploitations agricoles ayant leur siège dans la commune sont dénombrées lors du recensement agricole de 2020 (quatre en 1988). La superficie agricole utilisée est de 334 ha,,.

## Culture locale et patrimoine

### Monuments et lieux touristiques
- Église Saint-Vincent de Mantet : église romane consacrée en 1102.
- Quittant l’église pour descendre à La Farga, grande prairie s’étendant par-delà le torrent du Ressec, se trouve le marteau de l’ancienne forge, daté de 1774, pièce maîtresse d’une activité métallurgique remontant haut dans le temps puisqu’il existait, en aval, une forge plus ancienne encore, La Farga Vella, mentionnée in Plane de Fourno dans l’acte de consécration de l’église en 1102[61].
- Tumulus de Collada Verda.

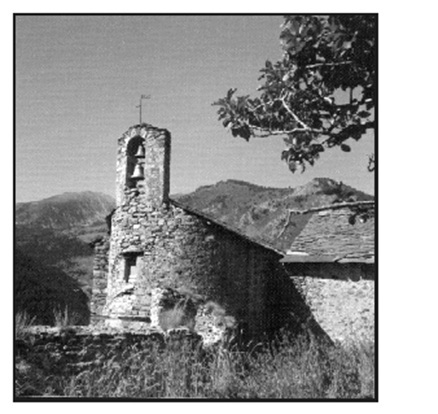
Le clocher de l'église.
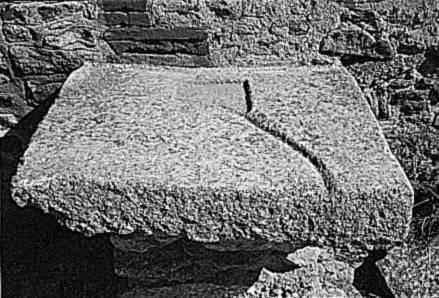
Possible pierre d'autel païen.
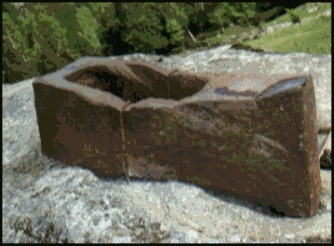
Marteau de l'ancienne forge[62].

### Personnalités liées à la commune

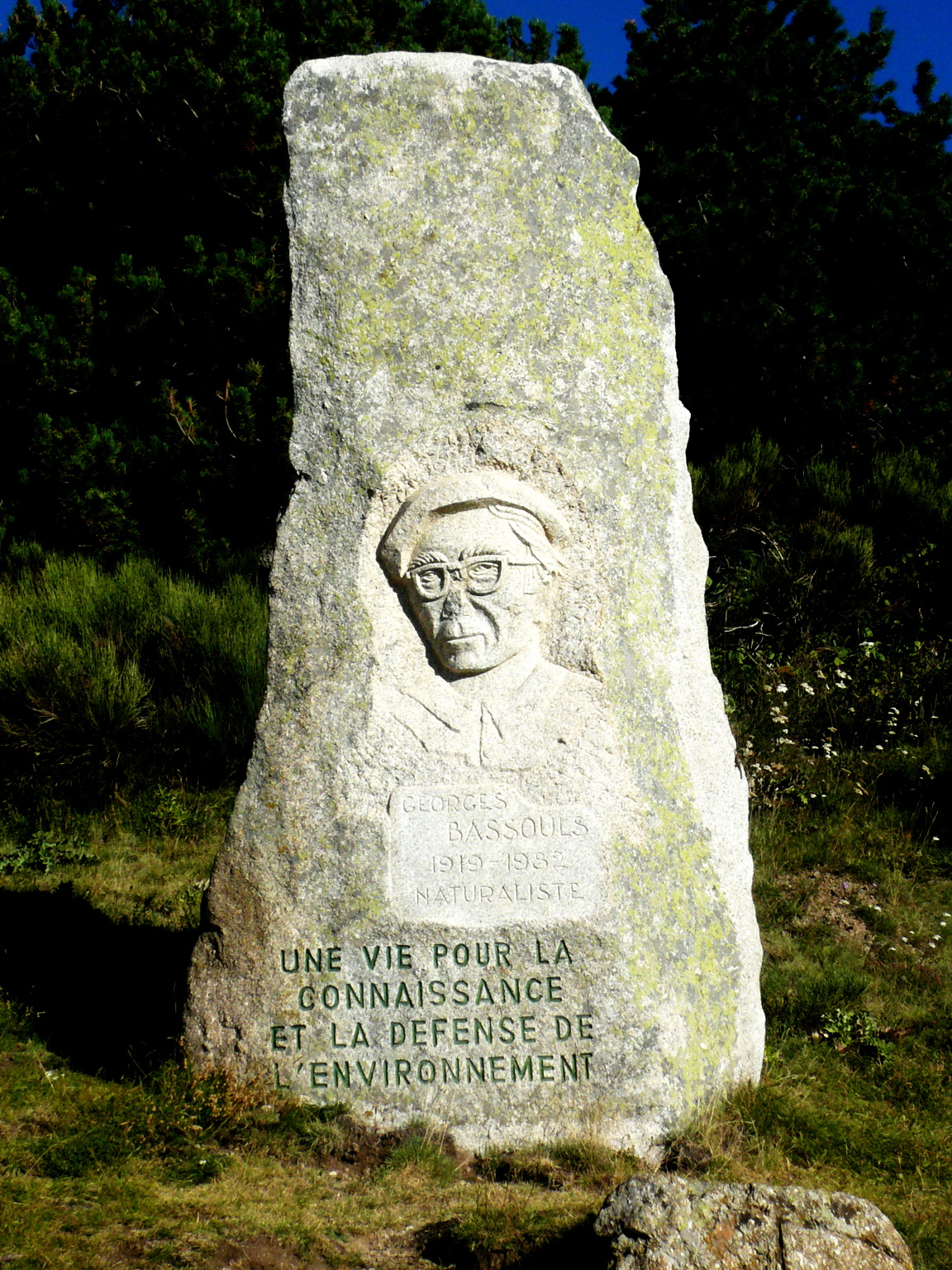
Stèle dédiée à Georges Bassouls.

- Georges Bassouls (1919-1982) : naturaliste à l'origine de la création des réserves naturelles de Mantet, Py et Prats-de-Mollo.

### Héraldique
| Blason de Mantet | Blason  | Coupé : au 1er d’azur au col formé de deux montagnes du même, les cimes enneigées d’argent, celle de dextre plus élevée, leur contour souligné de sable, formant la lettre M, à la tête d’isard contournée d'argent brochant en pointe, au 2e fascé d’or et de sable (qui est d'Oms). Devise / CriUsque ad summum : jusqu'au sommet |
| Blason de Mantet | Détails | Le statut officiel du blason reste à déterminer. |

### Culture populaire
Une partie du documentaire Terres Noires (1961) de Luc Moullet est consacrée au village. Quelques années plus tard, dans son film Brigitte et Brigitte (1966), Luc Moullet fait à nouveau référence à Mantet dont est originaire le personnage principal, de Brigitte Roux, interprétée par Françoise Vatel.